# 江戸川区立清新ふたば小学校
江戸川区立清新ふたば小学校（えどがわくりつ せいしんふたばしょうがっこう）は、東京都江戸川区清新町1丁目にある公立（区立）小学校。

## 概要
- 本校は地域の児童数減少により、清新第二小学校と清新第三小学校を統合して開校した[1]。

## 沿革
- 2016年（平成28年）
  - 4月1日 - 清新第二小学校と清新第三小学校を統合し、開校。校舎は、清新第三小学校校舎を継続使用。
  - 4月6日 - 開校式挙行。
  - 5月13日 - 全校遠足。
  - 7月7日 - 開校記念日。
  - 10月2日 - 第1回運動会開催。
  - 11月25日 - この日と26日の2日間、展覧会開催。
- 2017年（平成29年）11月24日 - この日と25日の2日間、音楽会開催。
- 2018年（平成30年）
  - 4月1日 - 特別支援教室拠点校。
  - 11月22日 - この日と23日の2日間、学芸会開催。

### この節の出典
- 学校沿革（江戸川区立清新ふたば小学校ホームページ内）

## 学区
出典
- 清新町1丁目（1番・2番）
- 清新町2丁目（全域）

## アクセス
- 都営バス「西葛26」系統で、「清新ふたば小学校前」バス停下車。
- 都営地下鉄新宿線船堀駅・東京メトロ東西線西葛西駅・JR東日本京葉線葛西臨海公園駅から、上述の都営バス「西葛26」系統で、「清新ふたば小学校前」バス停下車。
  - 都営新宿線船堀駅から、バスで21分。
  - 東京メトロ東西線西葛西駅より、
    - バスで5分。
    - 徒歩で約1.3km・約20分（駅南口から）。

  - JR京葉線葛西臨海公園駅から、バスで19分。

## 学校周辺
- やまびこ公園 - 敷地が隣接
- 江戸川区立清新第二中学校 - 江戸川区道をはさんで敷地が隣接。下述の通り、清新町2丁目から通う児童の主な進学先中学校でもある。
- 清新町二丁目児童遊園
- 学校法人アゼリー学園江戸川幼稚園
- 東京都道308号千住小松川葛西沖線 - 学校付近で荒川沿いを通る。
- 都営清新町二丁目第2アパート
- 江戸川南税務署
- 東京福祉専門学校
- かもめ公園
- 江戸川区陸上競技場
- 首都高中央環状線 - ただし、出入口は学校付近に無い。
- 荒川
  - 新左近川 - 荒川に注ぐ支流河川